# When Satan Lives
Albums de Deicide
Serpents of the Light
(1997) Insineratehymn
(2000)
When Satan Lives est un album live du groupe de death metal américain Deicide. L'album est sorti en 1998 sous le label Roadrunner Records.
Le live a été enregistré pendant un concert du groupe au House of Blues, à Chicago, en 1998.
Le titre de l'album est une référence au titre du groupe intitulé When Satan Rules His World, de l'album Once Upon the Cross.

## Musiciens
- Glen Benton - chant, basse
- Brian Hoffman - guitare
- Eric Hoffman - guitare
- Steve Asheim - batterie

## Liste des morceaux
| 1.    | When Satan Rules His World              | 3:14 |
| 2.    | Blame It on God                         | 2:59 |
| 3.    | Bastard of Christ                       | 2:58 |
| 4.    | They Are the Children of the Underworld | 3:09 |
| 5.    | Serpents of the Light                   | 3:08 |
| 6.    | Dead But Dreaming                       | 3:27 |
| 7.    | Slave to the Cross                      | 3:28 |
| 8.    | Lunatic of God's Creation               | 2:52 |
| 9.    | Oblivious to Evil                       | 2:50 |
| 10.   | Once Upon the Cross                     | 3:05 |
| 11.   | Believe the Lie                         | 2:54 |
| 12.   | Trick or Betrayed                       | 2:24 |
| 13.   | Behind the Light Thou Shall Rise        | 3:03 |
| 14.   | Deicide                                 | 4:16 |
| 15.   | Father Baker's                          | 3:37 |
| 16.   | Dead by Dawn                            | 4:09 |
| 17.   | Sacrificial Suicide                     | 3:49 |
| 55:22 |                                         |      |